# Robert P. Morris
Robert Page Walter Morris (* 30. Juni 1853 in Lynchburg, Virginia; † 16. Dezember 1924 in Rochester, Minnesota) war ein US-amerikanischer Politiker. Zwischen 1897 und 1903 vertrat er den Bundesstaat Minnesota im US-Repräsentantenhaus.

## Werdegang
Robert Morris besuchte zunächst eine Privatschule und danach das College of William & Mary in Williamsburg. Bis 1872 studierte er am Virginia Military Institute in Lexington. Danach unterrichtete er das Fach Mathematik an verschiedenen Bildungsanstalten in Virginia und Texas, wohin er zwischenzeitlich gezogen war. Nach seiner Rückkehr nach Virginia studierte er Jura. Nach seiner im Jahr 1880 erfolgten Zulassung als Rechtsanwalt begann er in Lynchburg in seinem neuen Beruf zu arbeiten.
Politisch wurde Morris Mitglied der Republikanischen Partei. Im Jahr 1884 kandidierte er erfolglos für einen Sitz im Kongress. 1886 zog Morris nach Duluth in Minnesota. Dort wurde er 1889 städtischer Richter. 1894 wurde er Anwalt seiner neuen Heimatstadt. Zwischen 1895 und 1896 war er Richter im elften Gerichtsbezirk von Minnesota.
Bei den Kongresswahlen des Jahres 1896 wurde Morris im sechsten Wahlbezirk von Minnesota in das US-Repräsentantenhaus in Washington, D.C. gewählt, wo er am 4. März 1897 die Nachfolge von Charles A. Towne antrat. Nach zwei Wiederwahlen konnte er bis zum 3. März 1903 drei Legislaturperioden im Kongress absolvieren. In diese Zeit fiel der Spanisch-Amerikanische Krieg von 1898.
Im Jahr 1902 verzichtete Morris auf eine erneute Kandidatur. Zwischen 1903 und 1923 war er Bundesrichter für Minnesota. Danach zog er sich in den Ruhestand zurück, den er in Pasadena (Kalifornien) verbrachte. Robert Morris starb am 16. Dezember 1924 in Rochester und wurde in Duluth beigesetzt.